# Bythiospeum rhenanum
Bythiospeum rhenanum is een slakkensoort uit de familie van de Hydrobiidae. De wetenschappelijke naam van de soort is voor het eerst geldig gepubliceerd in 1935 door Lais.